# Claude C. Hopkins
Claude C. Hopkins (1866 –1932) fue uno de los grandes pioneros de la publicidad. Creía que la publicidad existía solo para vender algo y debía medirse y justificarse por los resultados que producía.
Trabajó para varios anunciantes, incluyendo la Bissell Carpet Sweeper Company, Swift & Company y la compañía de patentes médicas Dr. Shoop's. Según David Ogilvy, en 1907, Hopkins fue contratado a los 41 años por Albert Lasker, dueño de Lord & Thomas, por un sueldo de 185.000 dólares al año.
Hopkins insistía en que los copywriters (redactores publicitarios) debían investigar en profundidad los productos de sus clientes y crear un "reason-why copy". El reason why es la razón que da una marca para que el consumidor se crea lo que le dice. Para Hopkins, el mejor "vendedor" es, a menudo, un buen producto y la atmósfera que se crea en torno a él. Como tal, era un gran creyente del sampling, estrategia consistente en distribuir muestras gratuitas de los productos.
Para realizar un seguimiento de los resultados de su publicidad, comparaba distintos titulares, ofertas y propuestas entre sí, aplicando los resultados de este análisis para mejorar los resultados de sus anuncios, impulsando las respuestas y la rentabilidad de los anuncios de sus clientes. 
Mientras trabajaba para Bissell Carpet Sweeper Company, Hopkins envió cinco mil cartas recomendando barredoras de alfombras como regalo de Navidad y mil personas hicieron un pedido como respuesta. También convenció a los fabricantes de Bissell para que ofrecieran más variedad de este producto, sugiriendo que las fabricasen con doce tipos diferentes de madera. Aplicando estos cambios, Bissell vendió 250.000 barredoras en tres semanas.
Su libro Scientific Advertising se publicó en 1923, tras retirarse de Lord & Thomas, donde terminó su carrera como presidente y director. Este libro fue seguido, en 1927, por su obra autobiográfica My Life in Advertising. A Hopkins se le atribuye la popularización del cepillado de dientes, como resultado de sus campañas para Pepsodent.
Murió en 1932. 
Hopkins estaba mucho más interesado en el marketing directo que en la publicidad de marca. Él creía que la publicidad se trataba más de resultados científicos que de imagen.

## Libros
- Publicidad científica, 1923. (Título original, Scientific Advertising)
- Mi vida en publicidad, 1927. (Título original: My Life in Advertisin)